# Drosophila flavopilosa (artgrupp)
Drosophila flavopilosa är en artgrupp inom släktet Drosophila och undersläktet Drosophila. Artgruppen består av två artundergrupper och sju andra arter.

## Artundergrupper i artgruppen
- Drosophila flavopilosa (artundergrupp)
- Drosophila nesiota (artundergrupp)

## Övriga arter inom artgruppen
- Drosophila cestri
- Drosophila cordeiroi
- Drosophila korefae
- Drosophila melina
- Drosophila sisa
- Drosophila suni
- Drosophila taxohuaycu